# ریوا دل گاردا
ریوا دل گاردا (به ایتالیایی: Riva del Garda) یک کومونه در ایتالیا است که در ترنتینو واقع شده‌است.

## خصوصیات
ریوا دل گاردا ۴۲ کیلومترمربع مساحت و ۱۵٬۱۵۱ نفر جمعیت دارد و ۷۰ متر بالاتر از سطح دریا واقع شده‌است.

## خواهرخوانده
شهر بنزهایم خواهرخواندهٔ ریوا دل گاردا هست.

## نگارخانه

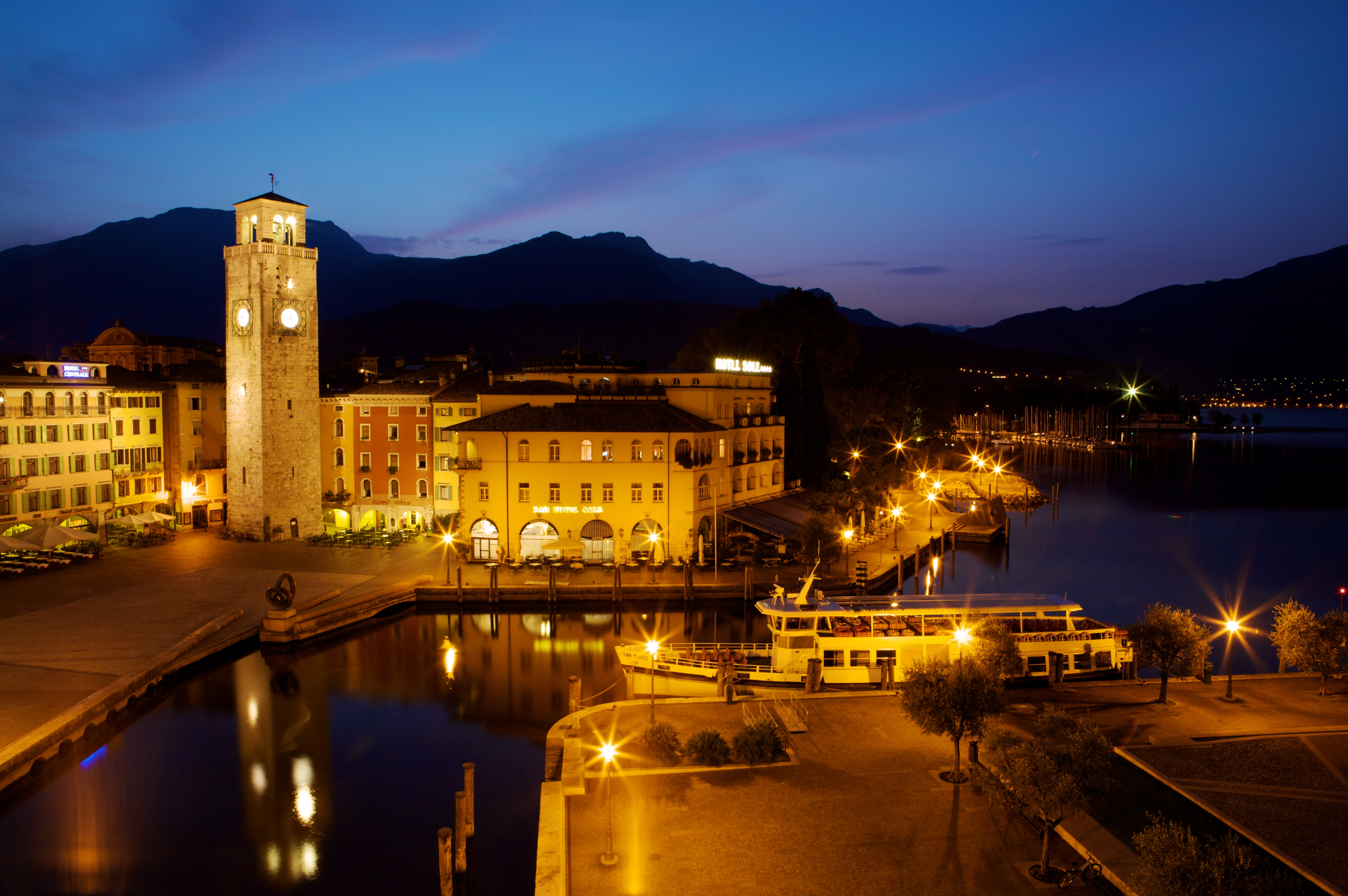
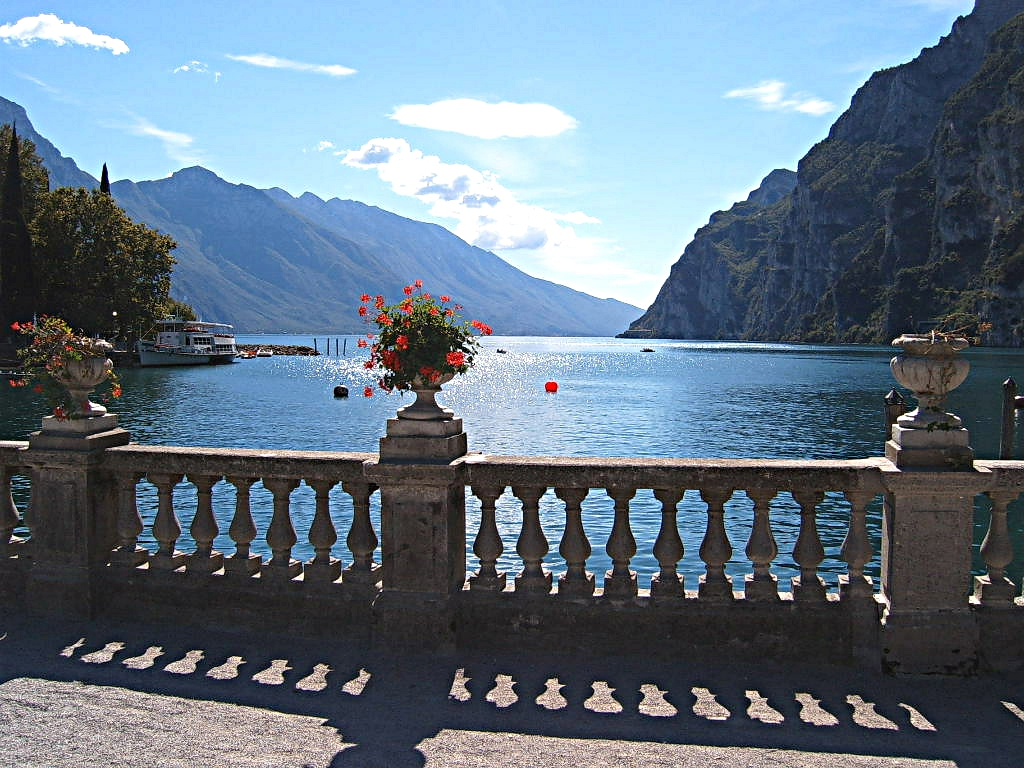
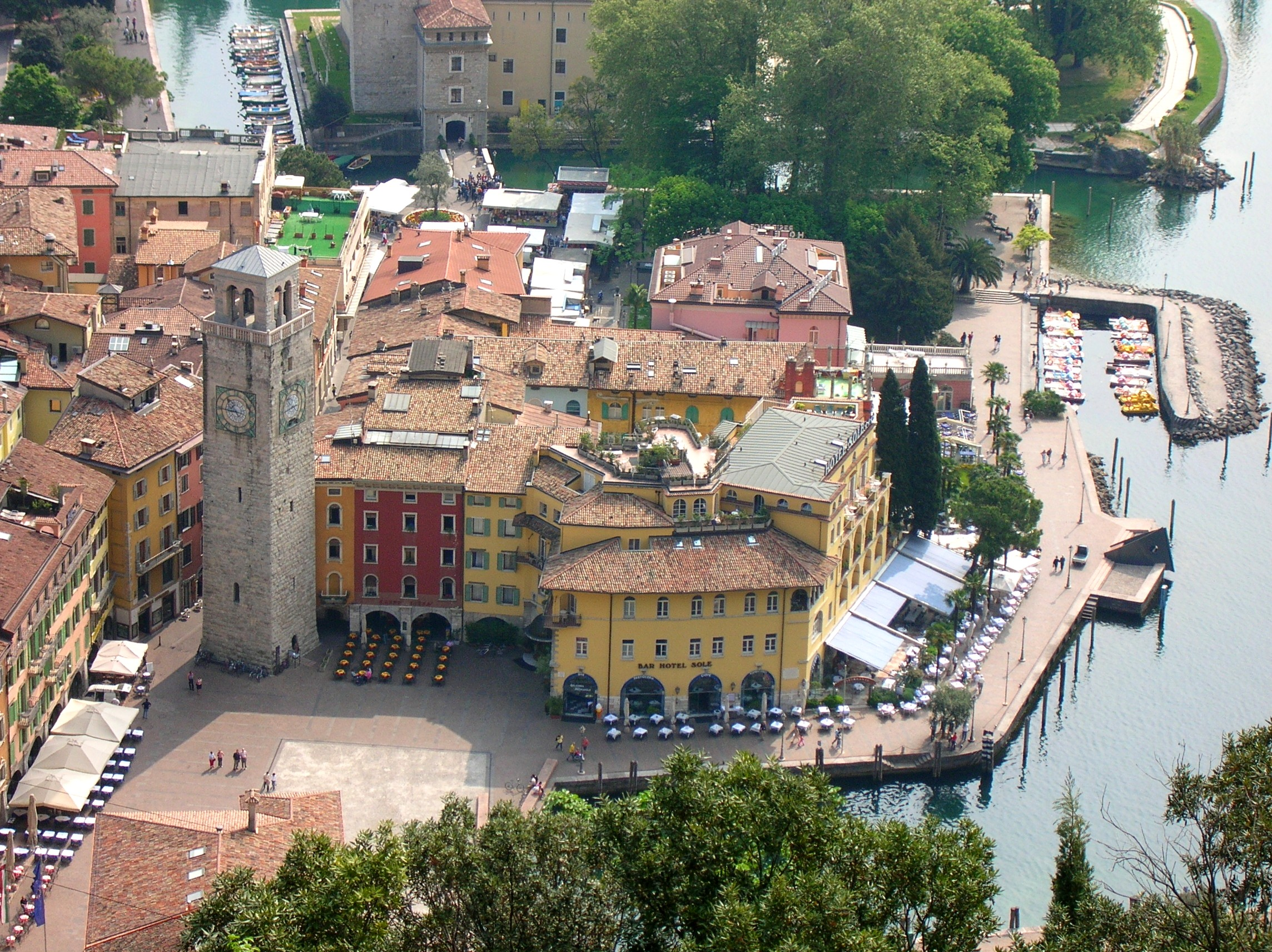
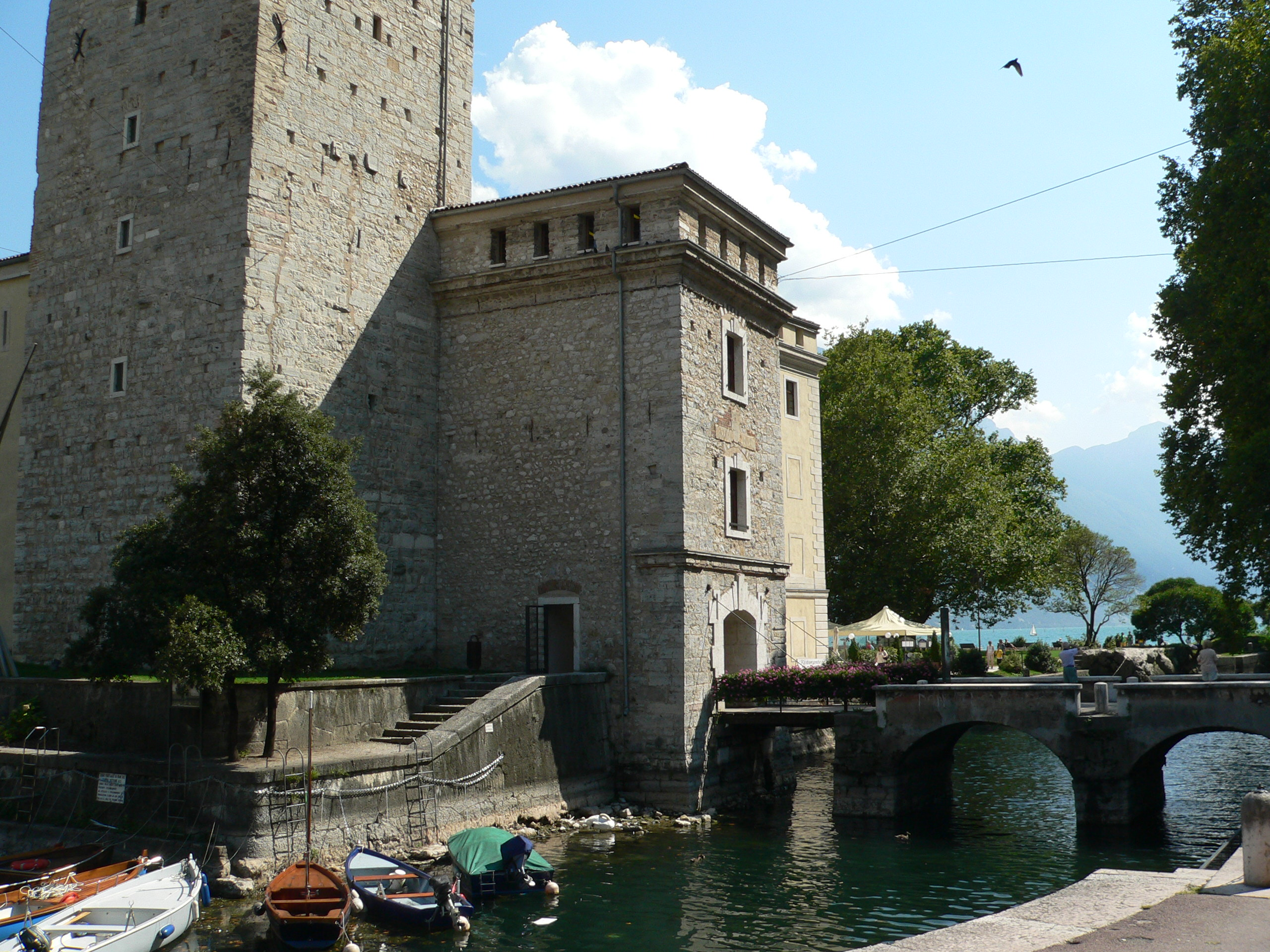